# DebConf

Společná fotografie účastníků v roce 2015

DebConf je označení každoroční konference vývojářů linuxové distribuce Debian. Její součástí jsou především přednášky, ale probíhá na ní diskuse o dalším rozvoji tohoto operačního systému. Počínaje konferencí v Oslu v roce 2003 je součástí konference i prostor pro společné vyvíjení operačního systému.
Na první konferenci v roce 2000 bylo jen přibližně 30 lidí, ale k roku 2011 jejich počet narostl na zhruba tři stovky.

## Proběhlé konference
| DebConf0  | 2000 | 5.–9. července               | Bordeaux, Francie                   |
| DebConf1  | 2001 | 2.–5. července               | Bordeaux, Francie                   |
| DebConf2  | 2002 | 5.–7. července               | Toronto, Kanada                     |
| DebConf3  | 2003 | 18.–20. července             | Oslo, Norsko                        |
| DebConf4  | 2004 | 26. května – 2. června       | Porto Alegre, Brazílie              |
| DebConf5  | 2005 | 10.–17. července             | Helsinky, Finsko                    |
| DebConf6  | 2006 | 14.–22. května               | Oaxtepec, Mexiko                    |
| DebConf7  | 2007 | 17.–23. června               | Edinburgh, Skotsko                  |
| DebConf8  | 2008 | 10.–16. srpna                | Mar del Plata, Argentina            |
| DebConf9  | 2009 | 24.–30. července             | Cáceres, Španělsko                  |
| DebConf10 | 2010 | 1.–7. srpna                  | New York, Spojené státy americké    |
| DebConf11 | 2011 | 24.–30. července             | Banja Luka, Bosna a Hercegovina     |
| DebConf12 | 2012 | 8.–14. července              | Managua, Nikaragua                  |
| DebConf13 | 2013 | 11.–18. srpna                | Vaumarcus, Švýcarsko                |
| DebConf14 | 2014 | 23.–31. srpna                | Portland, Spojené státy americké    |
| DebConf15 | 2015 | 15.–22. srpna                | Heidelberg, Německo                 |
| DebConf16 | 2016 | 3.–9. července               | Kapské Město, Jihoafrická republika |
| DebConf17 | 2017 | 6.–12. srpna                 | Montréal, Kanada                    |
| DebConf18 | 2018 | 29. července – 4. srpna      | Sin-ču, Tchaj-wan                   |
| DebConf19 | 2019 | 21.–28. července             | Curitiba, Brazílie                  |
| DebConf20 | 2020 | 23.–29. srpna                | online                              |
| DebConf21 | 2021 | 24.–28. srpna                | online                              |
| DebConf22 | 2022 | 17.–24. července             | Prizren, Kosovo                     |
| DebConf23 | 2023 | 10.–17. září                 | Kóčin, Indie                        |
| DebConf24 | 2024 | 28. července – 4. září       | Pusan, Jižní Korea                  |
| DebConf25 | 2025 | 14.–20. července (plánováno) | Brest, Francie                      |
| DebConf26 | 2026 | (plánováno)                  | Santa Fe, Argentina                 |